# Kastell Bremenium
Bremenium war ein römisches Hilfstruppenkastell auf dem Gebiet der Gemeinde (Parish) Rochester (High Rochester), County Northumberland, England.
Im 1. Jahrhundert n. Chr. gegründet, wurde das Lager im 2. Jahrhundert von Grund auf erneuert und im 3. und 4. Jahrhundert mehrmals instand gesetzt. Seine Besatzung sollte die Dere Street überwachen, eine wichtige Fernverkehrsverbindung, die bis weit in den unwirtlichen Norden der britischen Insel führte. Die Region um Bremenium diente anscheinend auch als Bereitstellungsraum für Militäroperationen der Römer (siehe Marschlager). Es blieb auch weiterhin besetzt, als die Reichsgrenze wieder vom Antoninuswall auf den Hadrianswall zurückgenommen wurde. Danach war das Kastell eine der Befestigungen zur Vorfeldsicherung der Wallzone und für mehr als 200 Jahre eine der nördlichsten Militärstützpunkte des Römischen Reiches. Heute zählt es zu den am besten erhaltenen archäologischen Stätten im Northumberland-Nationalpark.

## Name
Das Kastell wird in mehreren antiken Schriftquellen erwähnt: in der Kosmografie des Geographen von Ravenna (Bremenium), im Itinerarium Antonini (Bremenio/Bremaenio), auf zwei Inschriften der in Rochester stationierten Aufklärungseinheit (Bremeniensum) und in der Geographike Hyphegesis des Claudius Ptolemäus (Bremenion). Im Itinerarium ist Bremenio am Beginn von Iter I platziert, zwanzig römische Meilen von Coriosopitum entfernt. In der Geographike Hyphegesis scheint sie zwischen zwei anderen Siedlungen der Votadini auf, Coriosopitum (Corbridge) und Alauna (Learchild). Die Ravenna-Kosmografie führt schließlich Bremenium zwischen Habitancum (Risingham) und dem bislang nicht identifizierten Coccimeda an. Da kein Eintrag in der Notitia dignitatum existiert, war das Kastell höchstwahrscheinlich im späten 4. Jahrhundert nicht mehr mit regulären Soldaten besetzt. Der antike Ortsname könnte „der Ort/Platz am rauschenden Bach“ (im keltischen brem = sprudeln/brüllen) bedeuten, womit vermutlich der im Westen am Kastell vorbeifließende Sills Burn gemeint ist.

## Lage

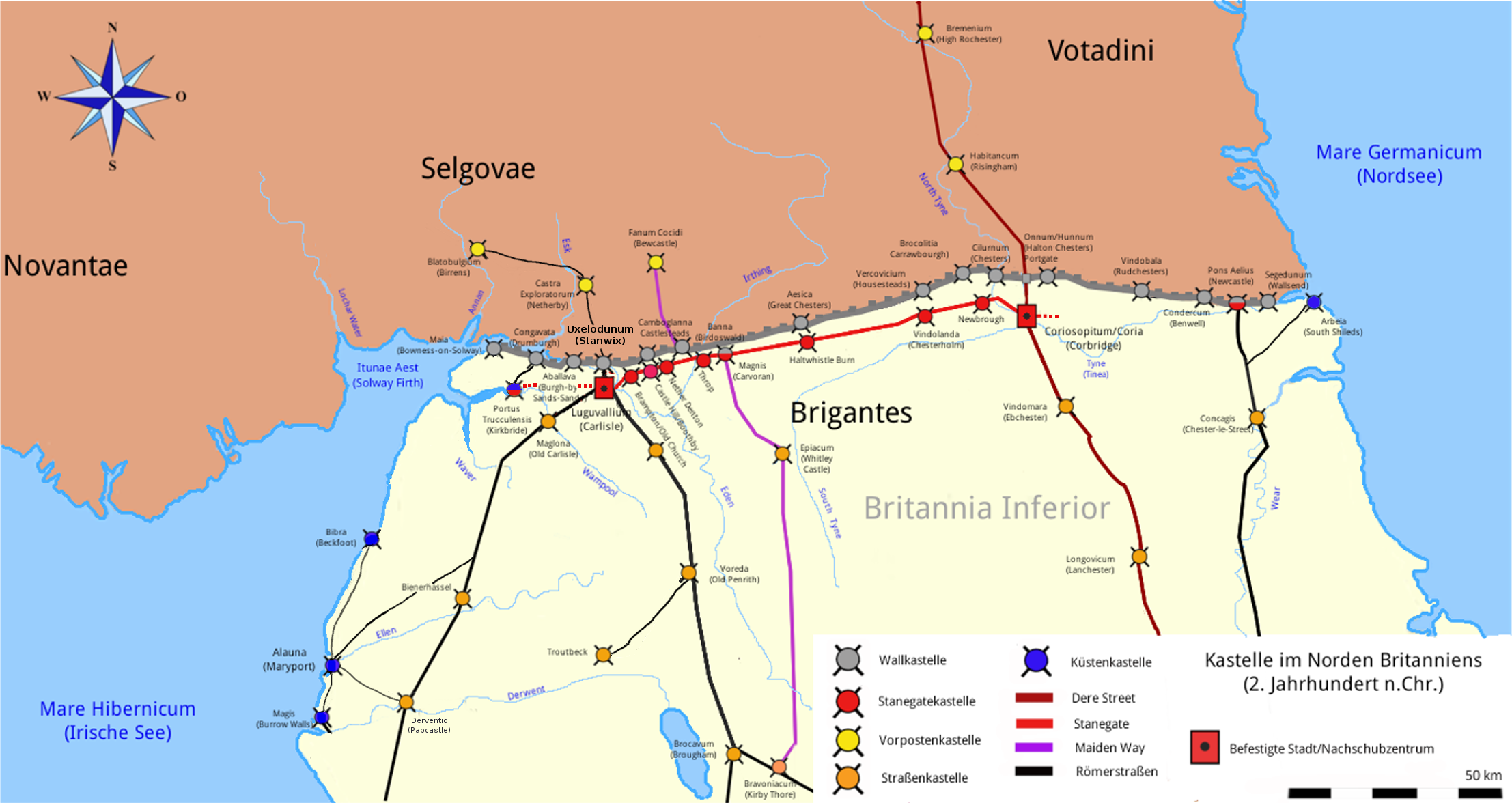
Kastelle in Nordbritannien

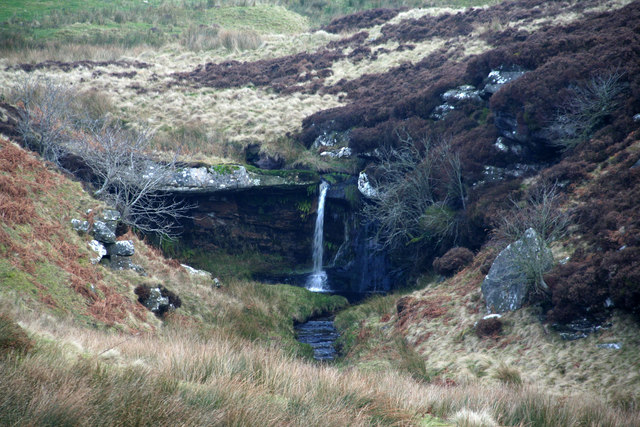
Der Sill Burn bei Featherwood

Das Kastell befindet sich in Rochester, 21 km nördlich von Corbridge (Corstopitvm/Coria) und 8 km nordwestlich von Otterburn, an der Dere Street (heute A68), die von York (Eboracum) bis nach Melrose (Trimontium) und zum Antoninuswall reichte. Es liegt zwischen der Autostraße und der römischen Straße nach Osten. Ab dort lief die Römerstraße über etwas höheres Terrain. Bremenium war die letzte römische Festung vor den Cheviot Hills und der Kreuzung mit der Römerstraße nach Learmouth. Am Standort des ehemaligen römischen Kastells entwickelte sich im Laufe der Jahrhunderte der Weiler High Rochester. Über die Dere Street war das Kastell mit den Lagern von Risingham (Habitancum), 14 km entfernt, Halton Chesters (Onnum), dem Walldurchgang am Portgate und dem Nachschubzentrum Corbridge verbunden. Das Lager stand auf einer herausgehobenen Position, ein Ausläufer eines Hügelkamms, der steil nach Norden und Westen abfällt und einen guten Ausblick nach Süden, Westen und Norden, auf das Flusstal des Rede und noch etwas darüber hinaus erlaubte. Im NW wird das Kastell vom Sill Burn umflossen. Das Plateau, auf dem sich das Kastell befindet, gehört heute zu den Weidegründen eines Bauernhofs, ist aber weitgehend von moderner Überbauung verschont geblieben. Einige landwirtschaftliche Gebäude konzentrieren sich um die Wälle an der Nord- und Westseite.

## Forschungsgeschichte und Fundspektrum

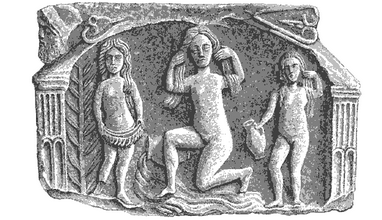
Relief der Venus und zwei Nymphen im Bad

Der Innenbereich des Lagers wurde 1832 teilweise ausgegraben. Die Kastellmauern wurden von 1852 bis 1855 freigelegt. Im Zuge dessen wurden das erste Mal die Grundstrukturen einer römischen Festung in Großbritannien enthüllt. Diese Grabungen wurden jedoch nur sehr schlecht dokumentiert. Eine weitere kleinere Ausgrabung fand 1935 statt. Dabei wurde die Principia, ein Abschnitt der inneren Wallstraße (via sagularis) und ein 5,7 Meter langer, l-förmiger Kasernenblock beobachtet. Seitdem fanden im Kastell keine größeren archäologischen Untersuchungen mehr statt.
Aus Rochester und seiner näheren Umgebung sind bis zu vierzig römische Inschriften bekannt. Der vielleicht interessanteste Fund ist ein 67 cm hohes, im Stil romano-britisches Relief aus dem 2. Jahrhundert n. Chr., das zwei Wassernymphen an der linken und rechten Seite und die badende Venus im Zentrum darstellt. Es basiert auf der Statue der Kauernden Aphrodite des Griechen Doidalses, geschaffen im dritten Jahrhundert v. Chr. Die Nymphen halten einen Wasserkrug und ein Tuch in den Händen, während Venus ihr Haar wäscht. Es stammt aus dem zweiten oder dritten Jahrhundert. Der einzige nennenswerte Keramikfund aus Rochester stammt aus Südgallien und konnte auf die 80er-Jahre des 1. Jahrhunderts n. Chr. datiert werden. Ansonsten wurden während der Ausgrabungen hauptsächlich Tierknochen geborgen (Ochse, Schaf, Schwein, Rotwild, Wildschwein, Hase, Fuchs und Dachs).

## Entwicklung

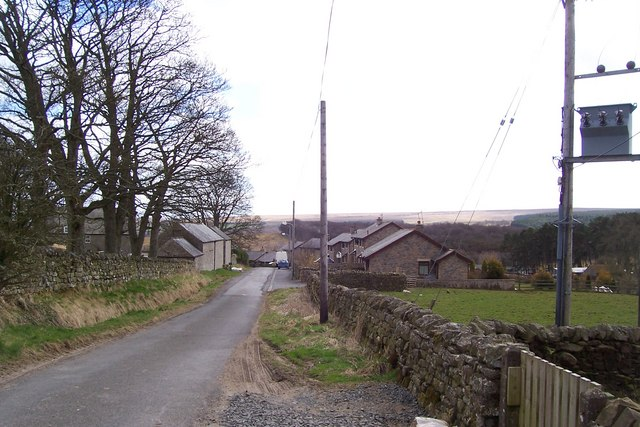
Trasse der Dere Street nahe Rochester

Im Jahre 122 befahl Kaiser Hadrian, im Norden Britanniens eine Sperrmauer, verstärkt durch Wachtürme und Kastelle, vom Tyne bis zum Solway-Firth zu errichten, um die britischen Provinzen vor den ständigen Einfällen der Pikten aus dem Norden zu schützen. Der Wall wurde größtenteils durch Soldaten der drei in Britannien stationierten Legionen und der Classis Britannica errichtet. Fünf Kastelle (zwei davon sollten zusätzlich das Stammesgebiet der verbündeten Briganten sichern) lagen als Vorposten nördlich des Hadrianswalles.
Zur Regierungszeit der Flavier entstand in Rochester im 1. Jahrhundert n. Chr. (um das Jahr 80), im Zuge der Feldzüge des Gnaeus Iulius Agricola auf dem Siedlungsgebiet der Votadini zunächst eine Holz-Erde-Befestigung, die unter Trajan noch etwas erweitert wurde. Die jüngsten Untersuchungen deuten darauf hin, dass es über einer Siedlung aus der frühen Eisenzeit errichtet wurde. Eine Textstelle in der Geographica des Claudius Ptolemäus (frühes 2. Jahrhundert) berichtet, dass die „Otalini/Otadini“ auch in Alauna (Maryport) und Coria (Corbridge) ansässig gewesen sein sollen. Seine Besatzung sollte die Dere Street, die römische Hauptversorgungsstraße nach Schottland überwachen und ein Auge auf die indigene Bevölkerung haben. Der Abschnitt der Dere Street bei Rochester dürfte für die Armeeführung ein strategisch wichtiger Ausgangspunkt für Feldzüge in den Norden gewesen sein, wie der Nachweis einer ganzen Reihe von römischen Marschlagern im Nahebereich der Festung annehmen lässt. Als Rom seine Position in Südschottland gefestigt hatten, wurde offensichtlich auch eine militärische Präsenz in Rochester als vorteilhaft angesehen. Trotz des Sieges über die indigenen Stämme in der Schlacht am Mons Graupius (83) und dem Bau eines Legionslagers in Inchtuthil am Fluss Tay, zogen sich die Römer bald wieder aus Schottland zurück und konsolidierten schließlich den Limes an der Linie Tyne-Solway-Firth. Zur Zeit der Erbauung des Hadrianswalls war das Kastell vorübergehend unbesetzt. Unter dem Statthalter Quintus Lollius Urbicus wurde es im Zuge der Errichtung des Antoninuswalls zwischen 139 und 142 wieder mit Truppen belegt und in ein Steinkastell umgebaut, das die wichtigste Nachschubroute in den Norden sichern sollte. Das Kastell blieb auch nach dem endgültigen Rückzug der Armee vom Antoninuswall – in den frühen 160er Jahren – weiter belegt. Um 197 dürfte das Kastell entweder völlig zerstört oder schwer beschädigt worden sein.

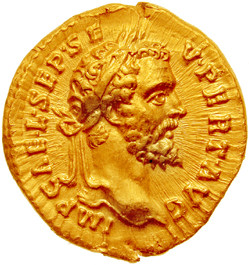
Münzporträt des Septimius Severus

Zu Beginn des 3. Jahrhunderts wurde es im Zuge der Instandsetzung des Hadrianswalls unter Septimius Severus renoviert und – aufgrund seiner exponierten Lage – erheblich verstärkt. Es diente nun auch zur Vorfeldsicherung des Walls, da die Römer wohl weiterhin ihre ökonomischen und militärischen Interessen nördlich der Mauer verfolgten. Größere Baumaßnahmen am Kastell wurden – laut Inschriften – unter seinen Nachfolgern Caracalla, Elagabal und Severus Alexander vorgenommen. Zwei Bauinschriften dieser Zeit beziehen sich ein ballistarium. Dieses Wort, das nur aus wenigen Inschriften aus dem Römischen Reich bekannt ist, leitet sich offensichtlich von der Balliste, einem schweren römischen Feldgeschütz, her, seine genaue Bedeutung ist aber unklar. Möglich ist eine Interpretation als Plattform für Artilleriegeschütze an oder auf der Kastellmauer; als plausibler gilt aber mittlerweile, dass damit ein Lagergebäude im Kastell zur Unterbringung von Geschützen und Munition gemeint ist.
Bis zur Mitte des 3. Jahrhunderts wurden Bremenium und Habitancum mit Aufklärern (exploratores) belegt, was auf zunehmend unruhigere Zeiten schließen lässt. Am Ende des 3. Jahrhunderts wurde das Kastell wieder zerstört, aber danach noch einmal aufgebaut. Unter Konstantin den Großen wurde ab 312 ein Großteil der römischen Truppen, die nördlich des Hadrianswalls standen, abgezogen. Vielleicht als Bedingung eines Friedensvertrages mit den Caledonen und Maetern. Um die Mitte des 4. Jahrhunderts (343 oder 360) wurde Bremenium erneut von den Pikten niedergebrannt und danach von den Römern endgültig aufgegeben. In der Notitia dignitatum, entstanden im späten vierten Jahrhundert, wird Bremenium nicht mehr erwähnt. Im Laufe der Jahrhunderte wurde es durch Steinraub bis auf die Fundamente abgetragen. Innerhalb der römischen Mauern wurden im 16. Jahrhundert (um 1581) zwei befestigte Bauernhäuser (Bastle, eines davon stand bei Gallow Knowe) zum Schutz vor Überfällen der Border Reivers errichtet. Das Kastellgelände ist heute ein Teil des Brigantium Archaeological Reconstruction Centre (Department of Archaeology, University of Newcastle).

## Kastell

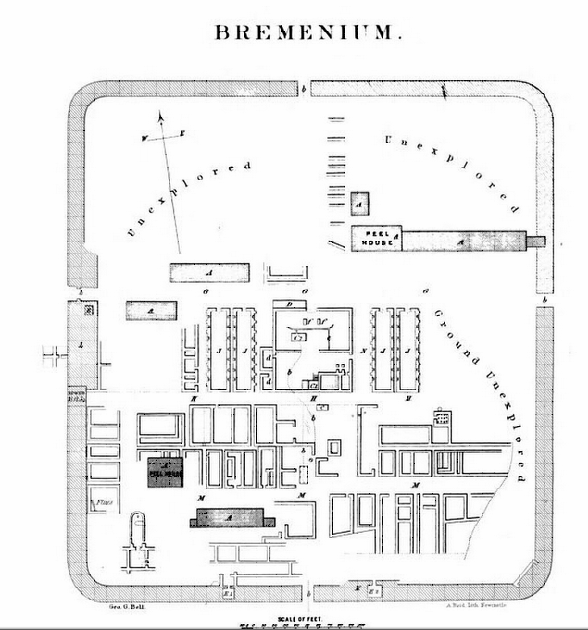
Befundplan von 1902

Obwohl heute ein Großteil des Mauerwerks zerstört ist, sind noch substantielle Reste der römischen Festung zu sehen. Vom Kastell haben sich Teile der westlichen Mauer, sowie des westlichen Tores (komplett bis zum Ansatz des Bogen) erhalten. Vor allem die unteren Segmente seiner Umfassungsmauer (Erdwälle mit Mauerwerk) sind noch fast vollständig sichtbar. Die Westmauer ist am besten erhalten geblieben. Längere Abschnitte der römischen Mauer sind auf der West- und Nordseite oberirdisch sichtbar. Dort haben auch die Substrukturen der Tore die Zeiten überstanden. Insgesamt dürfte das Lager während seiner Existenz vier Bauperioden durchlaufen haben. Vermutlich wurde an der Westseite der Festung – wie beim Wallkastell Halton Chesters (Onnum) – nachträglich eine Erweiterung (Annex) zugebaut, möglicherweise in Verbindung mit einem externen Badehaus. Aufgrund seiner exponierten Lage dürfte sich um das Kastell keine größere Zivilsiedlung (Vicus) entwickelt haben.

### Holz-Erde-Kastell
Periode I: Das ursprüngliche Lager aus der Zeit des Agricola (78–85) bestand nur aus einem von einem einzigen Graben umgebenen Wallanlage. Es wurde während der flavisch-trajanischen Herrschaftsperiode (69–117) wieder beseitigt und abermals durch ein Holz-Erde-Lager, diesmal jedoch mit einem höheren Wall und umgeben von einem ausgedehnten Grabensystem, ersetzt.

### Steinkastell

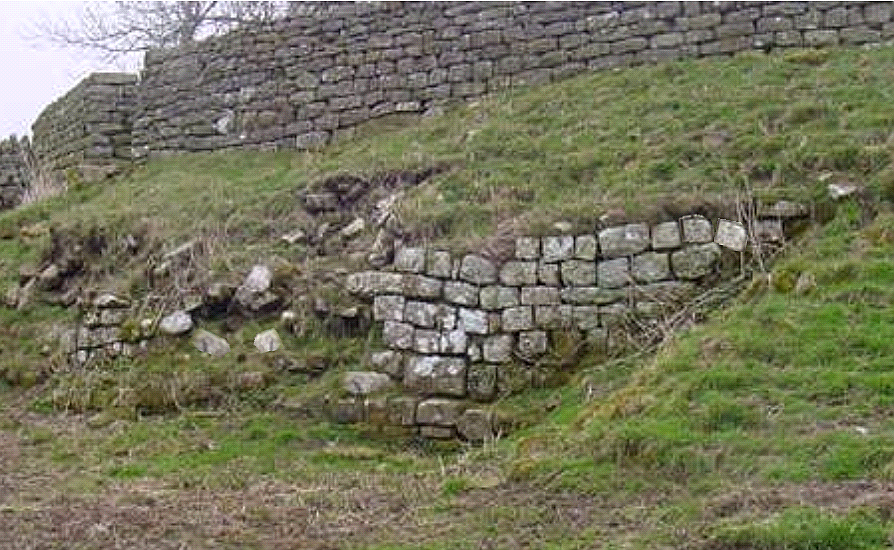
Mauerreste an der NW-Ecke

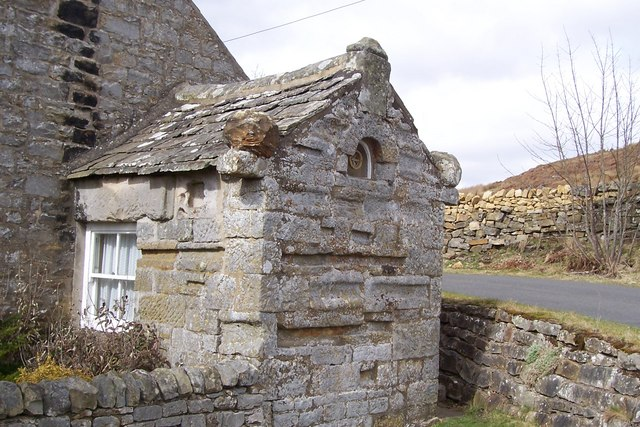
Anbau der Dorfschule aus römischen Steinen

Periode II: Zur Zeit der Antoninen (139 bis Ende des 2. Jahrhunderts) wurde das Holz-Erde-Lager abgerissen und durch ein nach NW ausgerichtetes Steinlager ersetzt. Die Umwehrung bestand aus einem Kern aus Bruchstein und Lehm der an beiden Seiten mit behauenen Steinblöcken verblendet war. Zur Abstützung und als Wehrgang war eine Erdrampe an der Rückseite der Mauer aufgeschüttet worden.
Periode III: In der Regierungszeit der Severer (211–235) wurde das antoninische Lager abgerissen und durch ein noch stärker befestigtes Lager ersetzt. Die internen Bauten wurden wieder exakt über den Grundmauern der früheren Gebäude errichtet. Das severische Lager hatte einen langrechteckigen Grundriss mit abgerundeten Ecken, maß 148 Meter (von Norden nach Süden) × 136 Meter (von Osten nach Westen) und bedeckte eine Fläche von knapp 2 Hektar. An der Nordmauer wurden nachträglich 9,8 Meter im Quadrat messende Steinplattformen angebaut, auf denen Katapulte (onager) oder Pfeilschleudergeschütze (balistae) aufgestellt werden konnten. Zwei römische Schleuderkugeln sind in der Dorfschule eingemauert worden. Das bedeutet, dass solche Artilleriestellungen schon länger dort etabliert gewesen sind, vielleicht schon seit der Zeit, in der der Antoninuswall aufgegeben wurde, obwohl es auch möglich wäre, dass sie erst während der Kriege in den 170er und 180er Jahren eingerichtet wurden, um Bremenium wirkungsvoller verteidigen zu können.
Periode IV: Unter Konstantin I. (306–337) wurde das severische Kastell in der Mitte des 4. Jahrhunderts zerstört. Die Mauern des nachfolgenden konstantinischen Lagers waren etwas breiter als bei den meisten anderen römischen Festungen dieser Zeit.

### Grabensystem

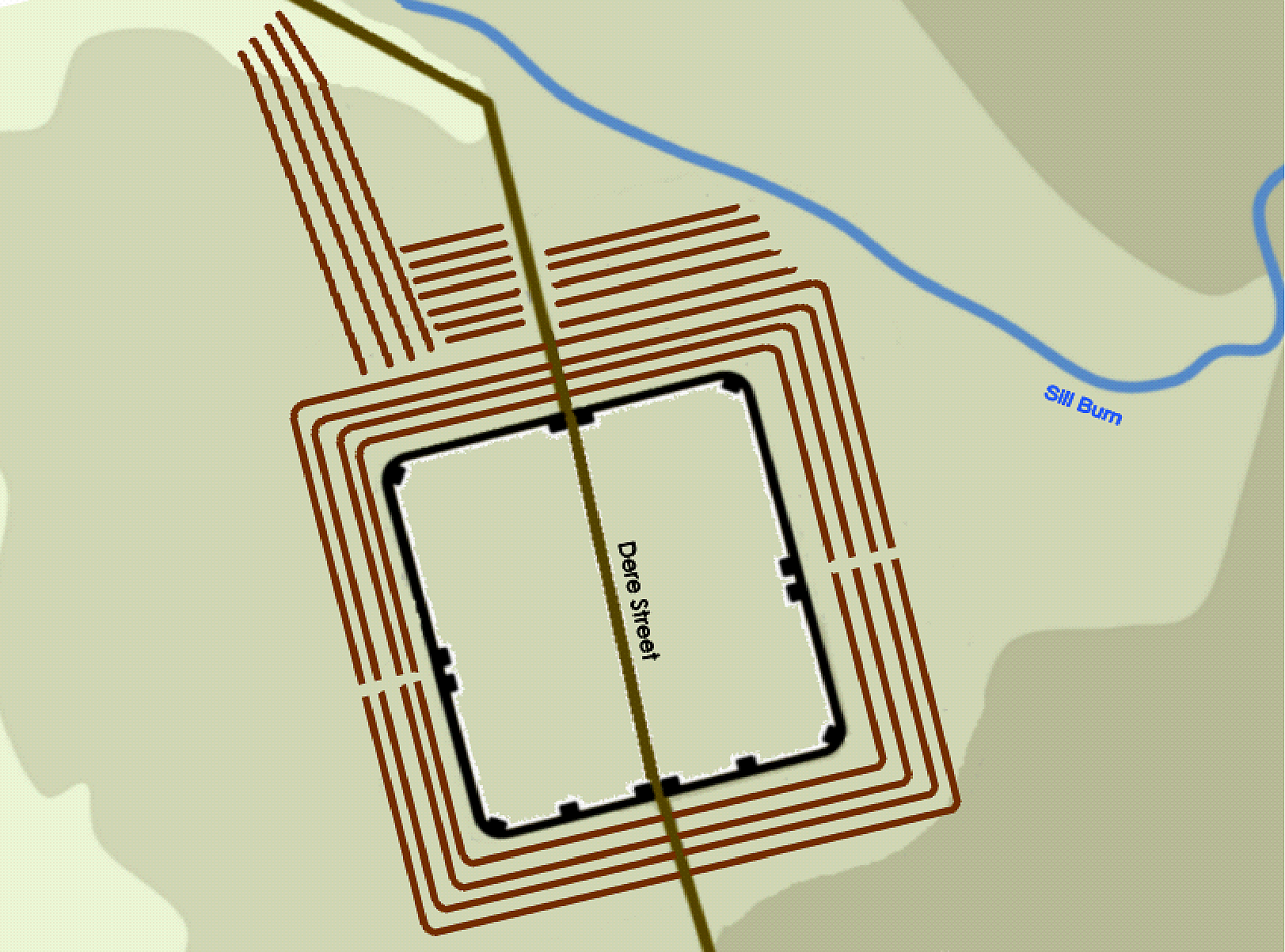
Grabensystem

Die Festung war von einer beträchtlichen Anzahl von Verteidigungsgräben als Annäherungshindernisse umgeben. Sechs von ihnen sind aus der Luft noch gut sichtbar. Im Nordwesten zählte man davon insgesamt dreizehn Stück. An der Süd- und Ostseite wurden nur vier Gräben ausgehoben. Es ist wahrscheinlich, dass es an der Westseite ursprünglich noch etwas mehr (sechs) waren. Sechs Grabenzüge unbekannter Zeitstellung wurden 1935 auf der Nordseite der Festung entdeckt. An der Ost- und Südseite beobachtete man drei größere Gräben, die jedoch nicht mit denen im Norden zusammenhingen. Der Zweck der zahlreichen, scheinbar regellos von Nord nach Süd bzw. von West nach Ost verlaufenden Grabenzüge an der Deere Street und am Sill Burn ist unklar. Vielleicht sollten sie den Zugang zur Straße, zum Nordtor und dem Wasserlauf erschweren.

### Tore und Türme

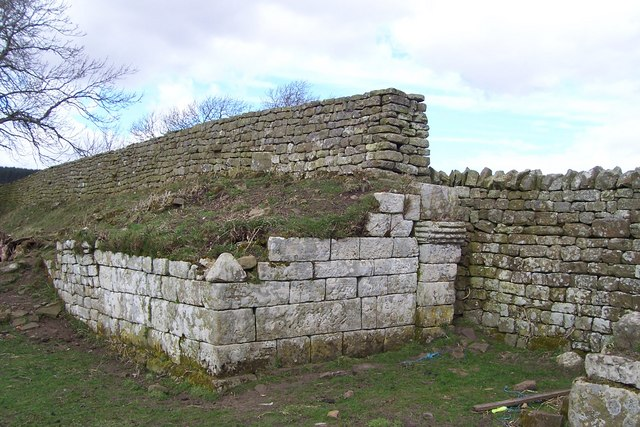
Überreste des Westtores

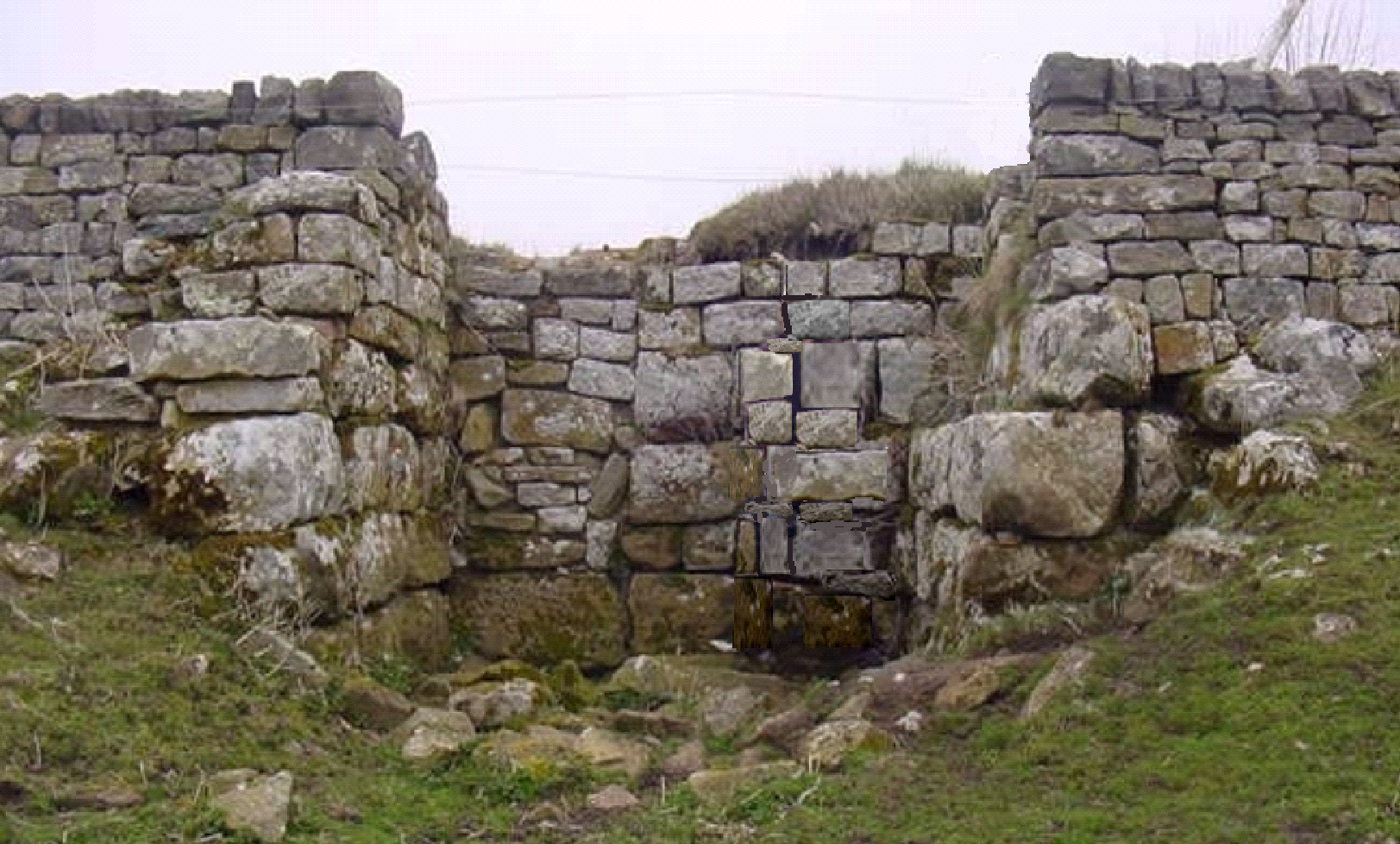
Mauerreste des südlichen Zwischenturms

Wie für mittelkaiserzeitliche Kastelle üblich war die Mauer an jeder Seite von einem Tor durchbrochen, die jeweils mit zwei Flankentürmen gesichert wurden. Das Westtor zählt zu den besten erhaltenen Wehrbauten. Es verfügte aber nur über eine Durchfahrt. Seine Mauern (Flankentürme und Durchgang) stehen noch bis zum nördlichen Ansatz des Torbogens aufrecht (Höhe 2,7 Meter). Diese Mauerreste stammen wahrscheinlich aus dem 4. Jahrhundert. Die Dere Street erreichte beim Südtor das Kastell und verläuft vom Osttor aus in Richtung des Sill Burn. Vom Nord- und Südtor sind noch die Türschwellen sichtbar. Die letzten Reste des Südtors wurden im 18. Jahrhundert vollkommen einplaniert. Verstärkt wurde die Mauer durch mehrere quadratische, innen angesetzte, Intervalltürme, von denen einer noch zu sehen ist. Er befindet sich zwischen dem Südtor und der Südwestecke der Festung. Seine Vorderseite ist heute komplett zerstört, erhalten sind noch die Seitenwände und die Rückwand bis zu der Höhe einer zugemauerten Tür im 1. Stock. An ihm konnten ebenfalls mehrere Bauperioden nachgewiesen werden. Die Überreste eines innen angesetzten, quadratischen Eckturms sind noch an der Südostecke zu erkennen.

### Innenbebauung
Bei den Grabungen und Sondierungen wurde festgestellt, dass das Lagerinnere einst dicht bebaut war. Im Süden der Festung wurde eine größere Anzahl von Gebäuderesten als römerzeitlich identifiziert, darunter die 21 Meter lange Principia. Die meisten dieser Gebäude gehören zur Periode III. Das Kastell verfügte sicher neben dem Lagerhauptquartier Principia im Zentrum und dem Badegebäude (therme) auch über die anderen für mittelkaiserzeitliche Lager standardmäßigen Gebäude: mehrere Getreidespeicher (horrea), Pferdeställe (stabula), Mannschaftskasernen (centuria) und Werkstätten (fabricae). Einige dieser Gebäude verfügten unter anderem über Hypokaustenheizungen. Unter dem Fahnenheiligtum (sacellum) befand sich ein Kellerraum. Dessen Eingang war bemerkenswerterweise durch eine massive Steinplatte gesichert, die zum Öffnen mittels eiserner Rollen in eine Aussparung geschoben werden konnte. Das Lager verfügte über vier Lagerhäuser (horreum), zwei auf beiden Seiten der Principia, in denen Getreide oder Ähnliches gelagert wurde. Die mittelkaiserzeitlichen Kasernen wurden in spätrömischer Zeit – wie in Housesteads und Great Chesters – durch kleinere, einzeln stehende Behausungen ersetzt. Innerhalb der Mauern, in der Südostecke, stand das Lagerbad (balineum).

## Garnison

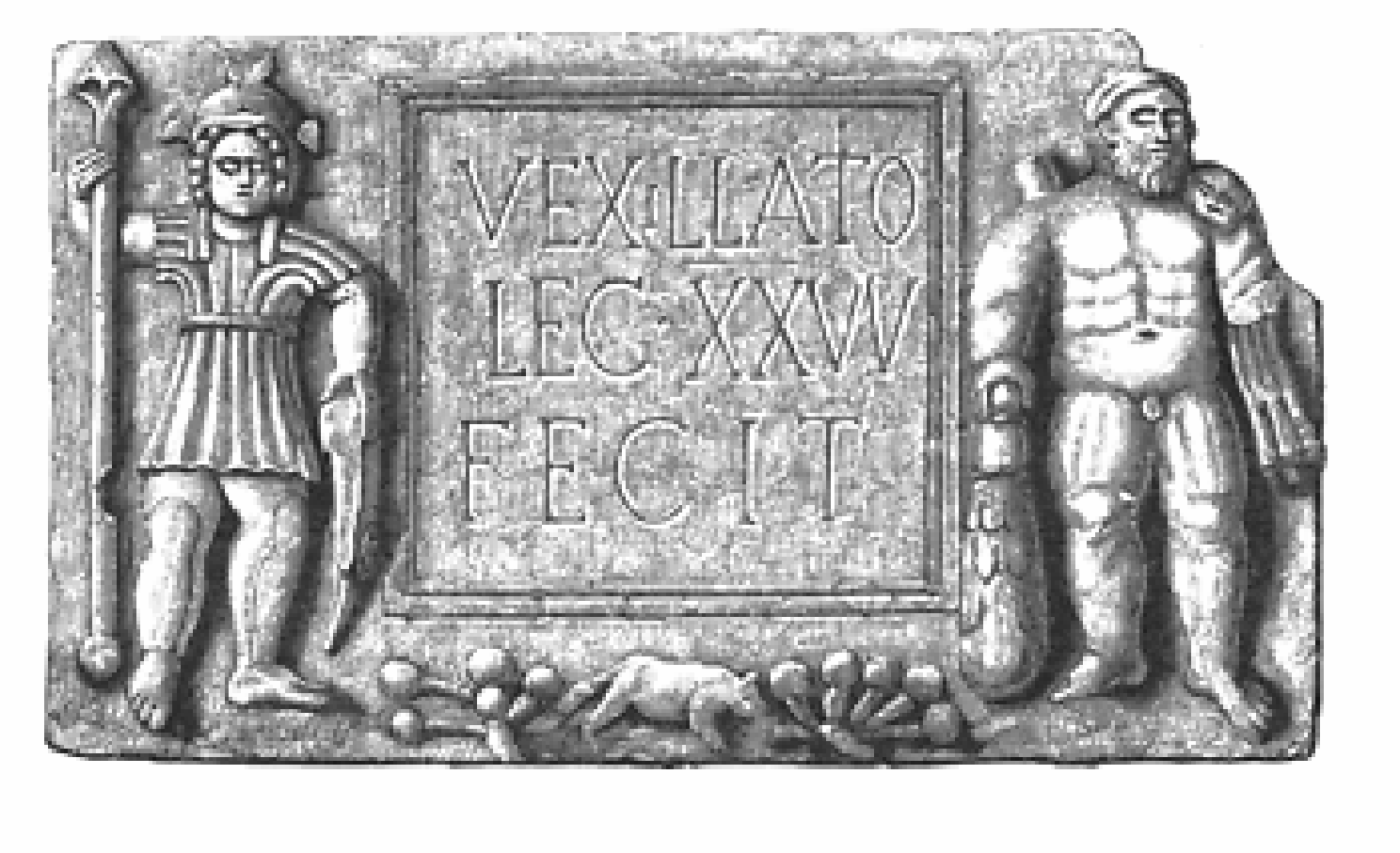
Bauinschrift der Legio XX vom Osttor
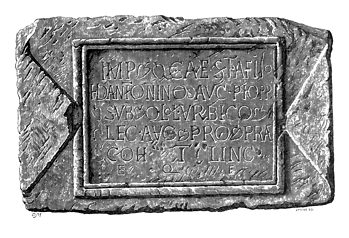
Bauinschrift der Lingonierkohorte aus der Principia des Kastells
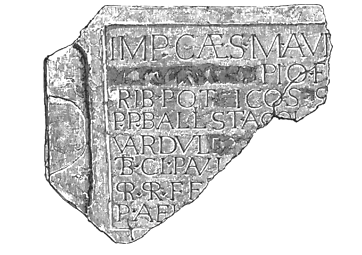
Bauinschrift des ballistarium, fertiggestellt durch die Vadulierkohorte
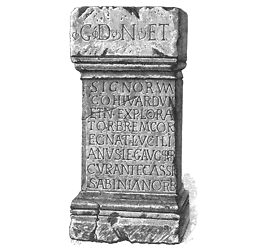
Altar des Tribunen Cassius Sabinianus
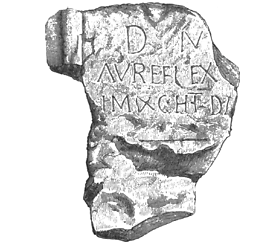
Grabsteinfragment des Aurelius, Zenturio der Cohors I Dalmatorum

Bremenium war vermutlich vom 1. bis zum späten 4. Jahrhundert mit regulären römischen Soldaten besetzt. Es beherbergte während seines Bestehens mehrere Kohorten der Hilfstruppen (Auxilia). Folgende Einheiten stellten entweder die Besatzung des Kastells oder könnten sich für eine begrenzte Zeit dort aufgehalten haben:
| Zeitstellung              | Truppenname | Beschreibung |
| ------------------------- | --- | --- |
| 3. Jahrhundert n. Chr.    | Legio vicesimae Valeria Victrix („die zwanzigste valerische Legion, die Siegreiche“) | Legionäre wurden für gewöhnlich nicht zum Garnisonsdienst an der Grenze eingeteilt, sondern entsandten Spezialkräfte für die anspruchsvolleren Bauvorhaben am Hadrianswall. Die Anwesenheit von Angehörigen (Bautrupp) dieser Legion wird durch eine 1776, nahe dem Osttor entdeckte Bauinschrift bestätigt. Sie stammt aus dem 2. oder 3. Jahrhundert n. Chr. und ist von Reliefen flankiert. An der linken Seite steht Mars, der römische Kriegsgott, bewaffnet mit Speer und Schild, rechts der mythologische Held Herkules mit Keule und Löwenfell. An der Unterseite ist ein Eber dargestellt, das Symbol der Legion. |
| 2. Jahrhundert n. Chr     | Cohors prima Lingonum equitata (die erste teilberittene Kohorte der Lingonen). | Diese Truppe ist die erste nachweisbare Besatzung des Kastells. Bei ihr handelte es sich um eine 600 Mann starke Kohorte aus dem gallischen Stamm der Lingonen. Die Lingonen besiedelten die Region Burgund im heutigen Zentralfrankreich. Damals ein Bestandteil der Provinz Gallia Lugdunensis Die Einheit bestand aus Kavallerie- und Infanterie, eine Kombination, die gut im unwegsamen Gelände einsetzbar war. Sie wird jedoch nur auf einer einzigen Inschrift aus der Principia von Rochester (von vierzig dort aufgefundenen) erwähnt. Vielleicht stand sie bis 197 dort. Die Kohorte ist auch noch von anderen Standorten in Britannien bekannt: Longovicium (Lanchester, Durham), möglicherweise lag sie auch in Coriosopitum (Corbridge). |
| 2.–3. Jahrhundert n. Chr. | Cohors prima Dalmatorum (Dacorum?) (die erste Kohorte der Dalmatiner/Daker) | Diese Einheit ist nur von einem stark beschädigten Grabstein bekannt der für einen ihrer Angehörigen, Sextus Aurelius, gesetzt wurde. Von einigen Forschern wird die Buchstabenfolge DA auf der Inschrift allerdings nicht als Dalmatorum sondern als Dacorum interpretiert. Er diente – laut seinem auf dem Stein angegebenen Lebenslauf – als Feldzeichenträger (Imaginifer) der Kohorte und beendete seine Soldatenlaufbahn im Rang eines Zenturio. Da die Anwesenheit der Einheit im gleichen Zeitraum für Maryport (Alauna) gut belegt ist, ist es möglich, dass das Grabsteinfragment der Cohors I Dacorum zugeschrieben werden muss. |
| 2.–3. Jahrhundert n. Chr. | Cohors primae fida Vardullorum civium Romanorum equitata milliaria Antoniniana (die erste Kohorte der Vadulier, die Treuen, römische Bürger, teilberitten, 1000 Mann stark, die Antoninier) | Die Kohorte wurde ursprünglich aus Angehörigen eines Stammes der Volksgruppe der Gallaeker aufgestellt. Kelten, die im gebirgigen Nordwesten der Iberischen Halbinsel siedelten. Die Varduli waren in einem schmalen Landstreifen beheimatet, der sich an der Küste (zwischen San Sebastián im Osten und Motrico im Westen) erstreckte und an der Landseite vom Fluss Ebro, Verlauf zwischen Logroño und Miranda de Ebro, begrenzt wurde. Die Kohorte ist ab 197 in Rochester nachweisbar. Über zwanzig Prozent der dort geborgenen römischen Inschriften stammen von dieser Einheit. Ihre Soldaten dürften sich zu Beginn des 3. Jahrhunderts, im Zuge des großangelegten Caledonienfeldzuges des Septimius Severus, maßgeblich an den Restaurierungsarbeiten im Lager beteiligt haben. Darunter auch eine der Geschützplattformen, die unter dem Kommando des Tribunen Publius Aelius Erasinus errichtet wurde. Hilfstruppenkastelle wurden nur selten mit schweren Waffen ausgerüstet, da sie normalerweise auf die Artillerieeinheiten der Legionen beschränkt waren. Ein anderer Tribun dieser Einheit der in Rochester stationiert war und dort einen Tempel für Mithras erbauen ließ, L. Caecilius Optatus, war vermutlich der Sohn oder späterer Nachkomme eines Zenturios gleichen Namens der zum Ratsmitglied der Stadt Barcino (Barcelona) aufgestiegen war. Da das Kastell für eine 1000 Mann starke Truppe zu klein war, dürften dort nur rund 500 Mann stationiert gewesen sein. Es gibt Hinweise darauf, dass eine Vexillation der Kohorte auch in der näheren Umgebung von Rochester, in einem Stützpunkt bei Jedburgh eingesetzt wurde. Dort wurden zwei Altäre entdeckt die die Vardulieinheit und ihren damaligen Kommandanten, den Tribun Gaius Quintius Severus, nennt. Die Inschrift, wurde gemeinsam mit einer Vexillation der Raeti Gaeseti gestiftet. Vermutlich sicherten die Soldaten dort einen Übergang über den Teviot. Letztere waren im frühen dritten Jahrhundert in Habitancum stationiert. Die Anwesenheit der Varduli ist auch für andere nordbritannische Standorte bekannt; Castlecary (Antoninuswall), Longovicium (Lanchester), Coriosopitum (Corbridge) am Stanegate, Meilenkastell 19 am Hadrianswall und Cappuck an der Dere Street. |
| 3. Jahrhundert n. Chr.    | Numerus Exploratorum Bremeniensium (die Kundschafter von Bremenium) | Diese Einheit wird auf zwei Inschriften aus Rochester erwähnt. Vermutlich teilte sie sich das Kastell mit der Vardulierkohorte. Sie ist eine der drei römischen Aufklärungseinheiten die für Britannien bekannt sind. Auf den Inschriften sind auch Name und Rang von zwei ihrer Kommandanten, den Tribunen Cassius Sabinianus und Caepio Charitinus, angegeben. |

## Marschlager

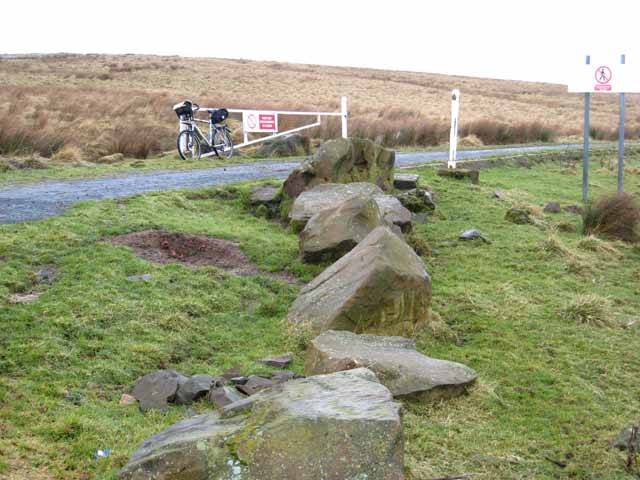
Areal des Marschlagers Featherwood East

In der näheren Umgebung von Rochester stieß man auf die Reste von zahlreichen, nur kurzzeitig genutzten Holz-Erde-Lagern.
| Ort         | Anzahl | Beschreibung |
| ----------- | ------ | --- |
| Blakehope   | 1      | Das Lager stand unmittelbar südlich des Kastells, an der Dere Street. Es hatte einen quadratischen Grundriss mit abgerundeten Ecken und bestand aus einem massiven Erdwall, umgeben von einem Graben, mit mindestens vier Toren und einer Erweiterung der Befestigung nach Süden. Beim Westtor ist noch der äußere Schutzwall (Titulum) zu sehen. Die Festung maß ca. 128 × 118 Meter und bedeckte eine Fläche von 8,6 Hektar. Einige der Erdwerke könnten zum Teil aber erst in nachrömischer Zeit entstanden sein. |
| Chew Green  | 3      | Die Lager befanden sich an den Abhängen der Cheviot Hills. - Lager I: Quadratischer Grundriss, Größe 270 × 285 Meter, 7,7 Hektar. Es ist an der Nordseite teilweise durch den Südwall von Lager III überlagert. Die Lage seiner Tore sind nicht bekannt, außer einem in der Mitte des Westwalls. Die Dere Street läuft nahe dem Ostwall an der Befestigung vorbei. Das Lager war aber nicht auf die Straße ausgerichtet. - Lager II: Areal in der Größe von 52 Meter × 40 Meter, umgeben von einem Graben; Es wurde keine Spur eines begleitenden Walls entdeckt. - Lager III: Erdwall in Form eines Parallelogramms der eine Fläche von 5,5 Hektar umschließt. Seine Fläche nimmt vollständig den Grat zwischen dem March Sike und dem Chew Sike ein. |
| Featherwood | 2      | - Featherwood West: Von diesem Marschlager sind nur noch einige, bis zu 1,7 Meter hohe Bodenerhebungen zu sehen. Es bedeckte eine Fläche von 15,6 Hektar und befand sich auf einer 460 Meter hohen Anhöhe, Foulplay Head, etwa, 7 Kilometer nördlich von Bremenium. Der trapezoide Grundriss war der Form des Geländesporns angepasst. Die langen Seiten wiesen auch kleinere Unregelmäßigkeiten in der Linienführung auf. Die hintere Erdrampe war 3,6 Meter breit. Als Annäherungshindernis war das Lager mit einem Graben umgeben worden. Die Befestigung verfügte über fünf Tore, je eines im Westen, Osten und Süden, zwei im Norden. Ein zweites Tor an der Südseite musste wegen des sumpfigen Boden aufgegeben werden. Durch das West- und Osttor passierte die Dere Street das Lagerareal. Jedes der fünf Tore scheint durch einen internen Erdwall (clavicula) geschützt gewesen zu sein. - Featherwood East: Dieses noch ziemlich gut erhaltene Marschlager befindet sich an der Ostseite der Dere Street auf einem sanft nach Osten abfallenden Geländesporn zwischen den Oberläufen des Ridlees- und Southhope Burns, 7 km nördlich von Bremenium. Der höchste Punkt des Lagers liegt an der NW-Ecke, etwa 430 Meter über den Meeresspiegel. An der SW-Ecke fällt der Boden auf bis 380 Meter ab. Die NO-, SO- und SW-Ecke liegen jeweils auf den gegenüberliegenden Seiten des – in seiner Form konvexen – Sporns. D.h., dass es keinen Punkt gibt, von dem der gesamte Innenbereich des Lagers sichtbar ist. Es bedeckt eine Fläche von 15,9 Hektar, fast genau dieselbe Fläche wie das benachbarte Featherwood West. Dies könnte darauf hindeuten, dass die beiden zeitgleich entstanden und vielleicht sogar baulich eine Einheit bildeten. Der Erdwall ist an manchen Stellen bis zu einer Höhe von 1,5 Metern erhalten (Norden und Süden). Umgeben war das Lager zusätzlich von einem Graben. |
| Birdhope    | 3      | - Lager I: Die flächenmäßig größte Befestigung bei Birdhope, Erdwallaufschüttungen in Form eines Parallelogramms, die eine Fläche von 12,3 Hektar umschlossen. Reste von Claviculaetoren sind an der West- und Südseite zu erkennen. - Lager II: Es stand im tief eingeschnittenen Tal des Sills Burn, 350 Meter westlich des Kastells bei High Rochester. Sein Grundriss ist rechteckig und umschließt eine Fläche von 3,1 Hektar. Die Lagertore waren durch vorgelagerte Erdwälle gesichert. - Lager III: Ein Luftbild, das 1937 aufgenommen wurde, zeigte, dass sein Nordwall sich auf eine Gesamtlänge von 150 Meter bis zur NW-Ecke erstreckte. Dies deutet darauf hin, dass das Lager eine Fläche von mindestens 2,1 Hektar bedeckte. |
| Bellshiel   | 1      | Dieses Lager bedeckte eine Fläche von 15,9 Hektar und stand auf einen breiten Hügel westlich der Dere Street, oberhalb des östlichen Steilufers des Bellshiel Burn und nahe seiner Mündung in den Rede. Von dort aus hatte man einen guten Blick auf das Flusstal als auch auf den Bellshiel-Burn und das Kastell bei Rochester, ca. 1,5 km entfernt im SO. Im Norden konnte man bis zur Hügelkette der Bellshiel Law, etwas mehr als 1 km entfernt, sehen. Es hatte einen etwas nach NO verzogenen, rechteckigen Grundriss und bestand aus einem Erdwall mit umlaufenden Graben. Die Ostseite ist ca. 15 Meter länger als die W-Seite. Tore befanden sich an der Nord- und Südseite. Das einzige noch sichtbare Tor (Südseite) wurde durch einen internen Wall (clavicula) gesichert. Letztere steht noch bis zu 1 Meter hoch, ihr Fundament bestand aus einer großen Menge Steine. Von den anderen Toren ist nichts mehr zu sehen. In der Mitte des Westwalls war bei den Untersuchungen eine Lücke im Erdwall auszumachen, vielleicht der Standort des Westtors. |
| Sills Burn  | 2      | - Sills Burn North: Das nördliche von zwei Marschlagern, die östlich der Dere Street, oberhalb eines schmalen Hügels über den Sills Burn, zwischen Bremenium und einem weiteren Lager bei Silloans angelegt wurden. Die Umwehrung (Erdwall) ist an der Westseite noch am besten erhalten. Sie steht dort noch bis zu einer Höhe von 0,9 Metern, etwa 1,1 Meter über der Sohle des Wehrgrabens der etwa 0,4 Meter tief war. Seine Reste wurden 1934 auf Luftaufnahmen entdeckt. Es hatte einen rechteckigen Grundriss, war von einem Graben umgeben und bedeckte eine Fläche von ca. 1,9 Hektar. Nord-, West- und Südseite sind jeweils 136,5, 128 und 147 Meter lang. Der Wall und der Graben sind jeweils 3,5 Meter breit. Nord- und Südtor liegen westlich der Längsachse, während das Westtor zentral platziert wurde. Das Lager war somit nach Westen, in Richtung zur Dere Street ausgerichtet, wie die Anordnung seiner drei Tore annehmen lässt. Diese wurden durch einen internen Erdwall (claviculae) gesichert. - Sills Burn South: Das Lager wurde 1993 untersucht und maß 23 × 85 Meter. Es bedeckte eine Fläche von 1,8 Hektar. Seine Erdwälle sind noch am besten an der Westseite erhalten (Höhe 1 Meter). Der u-förmige Wehrgraben ist dort noch 0,6 Meter (ursprünglich 2 Meter) tief. Tore konnten an der Nord- und Südseite nachgewiesen werden und wurden durch einen internen Wall (clavicula) gesichert. |
| Yardhope    | 1      | Das Lager stand an der Straße nach Learchild (Alauna), östlich von Rochester, in einem Heide-Moor auf etwa 275 Meter ü. d. M., zwischen zwei Wasserläufen, dem Longtae Burn im Norden und einem namenlosen Nebenfluss im Süden. Das Lager hat einen quadratischen Grundriss und war von einem Graben umgeben. Es misst etwa 137 Meter von NO nach SW, 144 Meter an der Querachse und bedeckte eine Fläche von 2,0 Hektar. Am Nordwall ist der Graben noch bis zu einer Tiefe von 0,1 Meter erhalten. Der Erdwall erreicht dort eine Höhe von 0,6 Meter. Auf der Westseite ist der Graben fast völlig zerstört worden. Das Lager verfügte über drei Tore, die ursprünglich etwa 5 Meter breit waren. Sie wurden jeweils durch einen äußeren Erdwall gesichert. Am Süd- und am Osttor befanden sie sich 5 Meter vor der Grabenlinie. Am Nordtor war dieser Abstand auf etwa 1 Meter reduziert, da es zu nahe an einem Steilhang steht. |
| Bagraw      | 1      | Das Lager befindet sich direkt an der Dere Street, südlich von Rochester. Ungefähr gleich weit von den Kastellen von Blakehope und Rochester entfernt. Es stand auf einer relativ flachen Geländekante und war von NW nach SO ausgerichtet. Von dort aus hat man einen guten Blick auf das Tal des Rede. An der Südostseite wurde der Wall vom Bagraw Burn abgeschwemmt. Die A696-Autostraße durchschneidet das SW-Viertel des Kastellareals. Die Dere Street verläuft parallel zum SW-Wall des Lagers, etwa 5 Meter entfernt. Es hat einen rhombenförmigen Grundriss, in den Wällen sind eine Reihe von Lücken sichtbar, die zentral an der SO- und NO-Seite liegen. Sie wurden durch externe Wälle (Tituli) geschützt. Eine Straße führt zentral entlang der Längsachse des Lagers vom SO-Tor zum NW-Wall, aber dort ist kein Tor mehr zu erkennen. Ein Anbau (3,5 Hektar groß) stand an der SO-Seite des Lagers. |
| Dargues     | 1      | Das Lager stand im Süden von Rochester, ebenfalls in der Nähe der Dere-Street, nordöstlich des Rede. Es hatte einen spielkartenförmigen Grundriss und verfügte über vier Tore, die durch interne Erdwälle (clavicula) geschützt wurden. Die Tore sind zentral an der Süd-West- und Nord-Ost-Seite platziert. Die NW- und SO-Wälle verlaufen 40 Meter nach Nordosten; das Lager war also in diese Richtung ausgerichtet. Die NO- und SO-Seiten waren vermutlich etwas kürzer. Es bedeckte eine Fläche von ungefähr 5,9 Hektar. Der Dargues Burn fließt südöstlich am Lager vorbei, die Dere Street verläuft entlang des nordöstlichen Walls. In der Neuzeit angelegte Abflussgräben haben an vielen Stellen die Wälle zerstört, besonders an der Nord-Ost-Seite. Die SO-Ecke ist durch Gebäude der Dargues-Farm überbaut. |

## Gräberfeld Petty Knowes

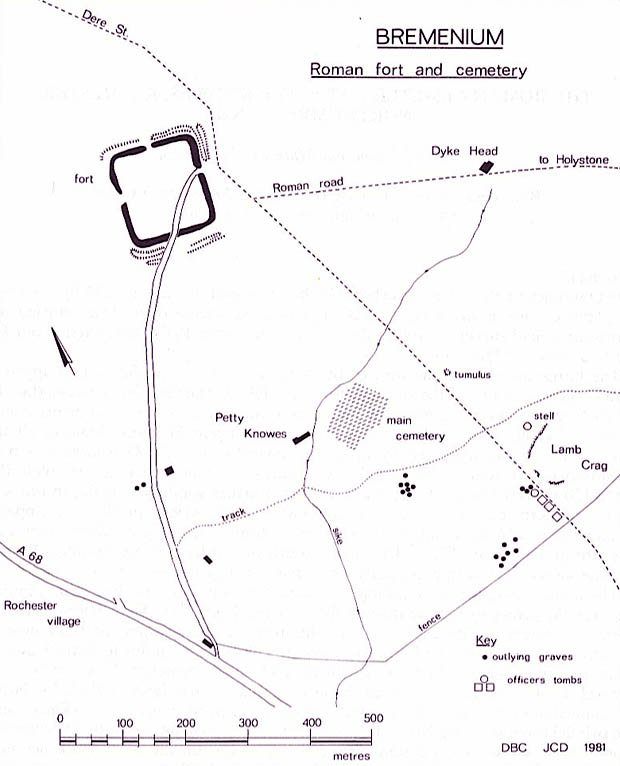
Umgebung des Kastells Bremenium

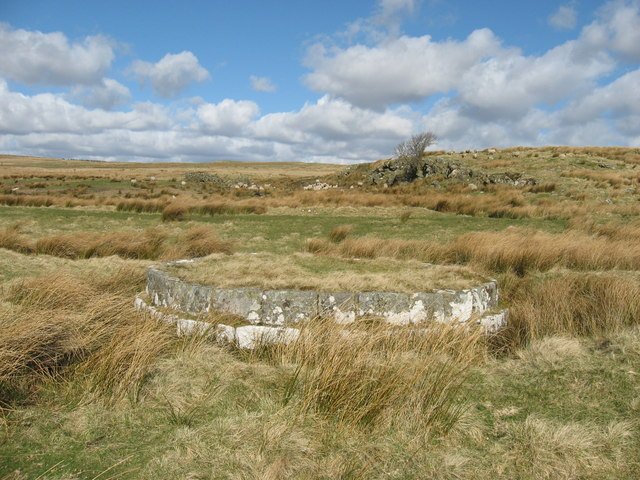
Substrukturen eines römischen Tumulus auf dem Petty Knows Gräberfeld

Auf dem Areal des Gräberfelds wurden über 100 Begräbnisstätten entdeckt, die als niedrige Rundhügel (tumuli), teilweise noch zwischen drei und vier Meter hoch, erkennbar sind. Manche sind zusätzlich mit einem Graben und einem Erdwall umgeben. Der Großteil des Areals liegt südlich der antiken Trasse der Dere Street (Flur Petty Knowes), einige der Hügelgräber befinden sich auch auf der Nordseite der Straße. Ein Teil des Gräberfeldes wurde in den 1970er Jahren ausgegraben. Dabei zeigte sich, dass jedes der Gräber eine zentrale Grube mit Ascheresten einer Brandbestattung (ustrina) enthielt. Auf dem Gräberfeld wurden sowohl Männer, als auch Frauen und Kinder bestattet, vermutlich Bewohner aus dem nahegelegenen Kastell (Lagervicus?). Zusätzlich stieß man auf vier in Stein eingefasste, monumentalere Gräber mit runden, langrechteckigen und quadratischen Grundriss. Das kreisförmige Exemplar war mit zwei steinernen Skulpturen, einem Tierkopf und einem Pinienzapfen dekoriert. Sie waren vermutlich die Begräbnisstätten von römischen Offizieren. Einer der Grabhügel stammte noch aus der Bronzezeit und wurde im 19. Jahrhundert von Henry McLauchlin untersucht. Er maß 8 × 6 Meter, verfügte über eine zentrale Brandgrube und war aus Erde und Steinen aufgehäuft worden.